# Écologie forestière
L'écologie forestière est la branche de l'écologie qui étudie les forêts de la planète.

## Sujets étudiés
L'écologie forestière cherche à comprendre notamment les effets de la déforestation, de la fragmentation forestière et de diverses formes de modification, surexploitation, artificialisation ou destructions de forêt. Elle s'appuie notamment sur les typologies forestières, la phytosociologie, les associations typiquement forestières, les espèces bio indicatrices (qui peuvent être aussi modestes que par exemple les collemboles), et donc la biodiversité de la forêt et en particulier de la flore forestière, mais aussi sur la biogéographie, l'écologie du paysage forestier et environnant.

## Utilité
Outre une utilité scientifique, l'écologie forestière doit permettre d'améliorer la restauration, protection et gestion des forêts naturelles ou cultivées, et des espèces rares ou menacées ou fonctionnellement importantes qu'elles abritent, notamment face aux aléas du Changement climatique de l'échelle des parcelles forestières, à des échelles mondiales ou encore continentales, européenne notamment .
La conservation de la biodiversité vise à préserver la variété d'espèces végétales, animales et microbiennes présentes dans les forêts, contribuant ainsi à maintenir la résilience des écosystèmes face aux changements environnementaux. La gestion durable des ressources forestières cherche à exploiter les forêts de manière à satisfaire les besoins actuels sans compromettre la capacité des générations futures à répondre aux leurs.